# Kirchheim im Innkreis
Kirchheim im Innkreis är en ort och kommun i Österrike. Den ligger i distriktet Ried im Innkreis i förbundslandet Oberösterreich, 220 kilometer väster om huvudstaden Wien. 
Kommunen består av tio orter (Ortschaften) (inom parentes invånarantal 1 januari 2024):

- Ampfenham (58)
- Buch (63)
- Edt (55)
- Federnberg (46)
- Grub (36)
- Kirchheim im Innkreis (251)
- Kraxenberg (111)
- Ramerding (101)
- Rödham (37)
- Schacher (45)